# Canon EOS 40D
Canon EOS 40D je digitalni zrcalnorefleksni fotoaparat japonskega proizvajalca Canon Inc., namenjen zahtevnejšim ljubiteljskim fotografom. V prodajo je prišel konec avgusta leta 2007. Model EOS 40D je naslednik modela EOS 30D in predhodnik modela EOS 50D, ki je prišel v prodajo leto kasneje. Na trgu je v tem letu konkuriral predvsem Nikonovim modelom D80, D200 in D300, čeprav po ceni in zmogljivostih ni bil neposredno primerljiv z nobenim od teh (bodisi zmogljivejši in dražji, bodisi manj zmogljiv in cenejši).
Med izboljšavami glede na predhodnika so tipalo z večjo ločljivostjo (10,1 megapiksla namesto 8,2) in manjšo stopnjo šuma, nov procesor DiG!C III, več pomnilnika za zaporedno fotografiranje, večji LCD-zaslon in sistem za čiščenje prahu s tipala s pomočjo ultrazvoka. Novost v nizu je tudi funkcija LiveView, kjer je zaklop ves čas odprt in se slika prikazuje na zaslonu, ter boljša zatesnjenost komponent pred vodo. Format tipala je Canonov APS-C.
- Zadnja stran